# Ochrona przeciwprzepięciowa
Ochrona przeciwprzepięciowa – zespół środków mających na celu zabezpieczenie nieruchomości, ludzi i mienia przed przepięciami spowodowanymi zaburzeniami atmosferycznymi i przepięciami łączeniowymi wynikającymi z operacji łączeniowych urządzeń elektrycznych.
Instalacja elektryczna powinna zapewniać ochronę przed przepięciami łączeniowymi i atmosferycznymi, w związku z czym należy w nich stosować urządzenia ochrony przeciwprzepięciowej. Ochronę przed przepięciami przejściowymi zapewnia zamontowanie urządzeń do ograniczania przepięć.
Uzupełnieniem ochrony przeciwprzepięciowej jest ochrona odgromowa.

## Cel ochrony przeciwprzepięciowej
Przepięcia mogą uszkadzać izolacje urządzeń i aparatów elektrycznych (zob. napięcie probiercze), wywołują iskrzenie, niszczą urządzenia elektryczne i elektroniczne. W związku z czym ochrona przeciwprzepięciowa ma na celu ograniczyć zagrożenia pożarowe i porażeniowe w obiekcie. Ponadto ochrona przed przepięciami może zapobiegać uszkodzeniom sprzętu elektrycznego, zapewniać ochronę przed wadliwym działaniem obwodów sterowania i sygnalizacji, resetowaniem pamięci komputerowych oraz usterkom systemów informatycznych.

## Ochrona przed przepięciami przejściowymi
Ochrona przeciwprzepięciowa dla przepięć przejściowych  musi być zapewniona w miejscach gdzie przepięcie może mieć wpływ na:
- życie ludzkie;
- usługi publiczne i dziedzictwa kulturowego;
- działalność przemysłową lub handlową;
- dużą liczbę osób.

W innych przypadkach należy wykonać ocenę ryzyka, czy wymagane jest stosowanie ograniczników przepięć. Gdy ocena ryzyka nie została przeprowadzona, należy taką instalację objąć ochroną przeciwprzepięciową.
Ochrona przed przepięciami przejściowymi nie jest wymagana dla domów jednorodzinnych, w przypadku kiedy całościowy koszt instalacji elektrycznej, która ma być chroniona jest mniejszy niż pięciokrotność kosztu ogranicznika przepięć wykorzystanego w złączu instalacji.

## Urządzenie ograniczające przepięcia
Urządzeniami, których zadaniem jest ograniczanie przepięć do wartości niegroźnej z punktu widzenia wytrzymałości elektrycznej izolacji, są:
- iskierniki,
- odgromniki wydmuchowe,
- odgromniki zaworowe: iskiernikowe i beziskiernikowe,
- kondensatory
- dławiki.